# M/S Hamlet (skonare)
M/S Hamlet var en tvåmastad skonare från Skärhamn på Tjörn. Fartyget byggdes i Sjötorp 1936 och seglade i fraktfart fram till 1969, då hon förbyggdes till privat lustjakt. Hon fungerade då även som representationsfartyg åt OT-rederiet. Hamlet har under ett antal år seglat i charter i de skandinaviska farvattnen, främst på den svenska västkusten och i Oslofjorden. 
Under 2007 togs M/S Hamlet ur trafik och återvände till Sjötorp för en totalrenovering som senare kom att avbrytas.
Den 16 augusti 2016, kondemnerades fartyget i Sjötorp, på samma plats där hon byggdes 80 år tidigare.
Tidigare medlem i Sveriges Segelfartygsförening
Klassad i Norske Veritas